# Bassania triangularis
Bassania triangularis är en fjärilsart som beskrevs av Louis Beethoven Prout. Bassania triangularis ingår i släktet Bassania och familjen mätare. Inga underarter finns listade i Catalogue of Life.